# 衣笠号重巡洋舰
衣笠号重巡洋舰为旧日本海军建造的青叶级重巡洋舰的二号舰。衣笠号1926年10月24日下水，活跃于第二次世界大战太平洋战争前、中期，1942年11月14日在遭受美军航母舰载机的空袭后沉没。

## 舰名
“衣笠”的名字来源于神奈川縣的衣笠山以及衣笠城。衣笠竣工前，军务局长曾对衣笠舾装长田村重彦询问“使用横须贺的衣笠山作为舰名是否合适？”1927年8月1日田村作出答覆：“谨遵贵方意见”。
不过1928年发行的《日本海军舰船名考》中有提到，衣笠号名字来源于“德岛县（阿波国）跨越麻植郡与美马郡的高越山（又名阿波富士、衣笠山）”。因此阿波衣笠的名称来历在当时广为流传。
此外海军技术员、日本舰船研究者福井静夫在其著作中，讲述古鹰、青叶两级四艘重巡洋舰时，也认定衣笠是来源于高越山的别名（阿波衣笠），而否定了横须贺衣笠山的说法。“舰名选择了德岛县的衣笠山，不过横须贺也有“衣笠”这么个地名，因此这种巧合的缘分很可能多少也有点被考虑进去了。”

## 舰历

### 建造背景
衣笠的建造背景比较曲折。在日本大正時代的日本海军，将7000吨以上的巡洋舰称为一等巡洋舰，不足7000吨的则称为二等巡洋舰（参见大日本帝國海軍艦艇類別變遷）。
1922年（大正11年）3月中旬，二等巡洋舰川内级的4号舰“加古”中止了建造。10月9日，军方决定将“加古”的名字改为在川崎造船所建造的一艘新的一等巡洋舰。在之前的8月11日，预定要建造的两艘一等巡洋舰已经决定将首舰命名为衣笠，2号舰为古鹰；但10月9日加古一名被决定改用于新造的一等巡洋舰上之后，又同时决定加古将会用来给首舰命名，衣笠一名也就被修改为用于3号舰上，而这艘新定的3号舰的具体建造工厂也还没决定。
1923年（大正12年）9月18日，在继加古、衣笠、古鷹之后，第4艘一等巡洋舰被命名为青叶。同日决定了衣笠的建造工厂为川崎重工業的神户造船所。衣笠于1924年1月23日正式动工建造， 1926年10月24日下水，皇族军人伏見宮博恭王出席了下水仪式。
1927年2月1日，田村重彦海军大佐被任命为衣笠的舾装长。9月30日衣笠舾装完毕竣工，田村同时出任衣笠首任舰长。正式服役后的衣笠隶属于佐世保镇守府。
衣笠虽然动工时间比同级姊妹舰青叶要稍早一点，但无论是下水（衣笠10月24日/青叶9月25日）还是竣工（衣笠9月30日/青叶9月20日）都反而比青叶晚了一些。因此这两艘舰艇被称为青叶级。
青叶级两舰最初的装备为3座双联装200毫米主炮，这与古鹰级（古鹰、加古）两舰的6门单装200毫米炮不同，这一点也是两级舰艇外形上最明显的不同。不过后来古鹰、加古在接受现代化改装时也换装为203毫米双联装主炮3座。

### 建成后
1927年（昭和2年）10月30日，竣工后的青叶级两舰青叶、衣笠参加了大演习观舰式。当时的衣笠还没有装备水上飞机弹射器。12月1日青叶、衣笠被编入第五舰队。此时第五舰队有一等巡洋舰4艘（衣笠、青叶、加古、古鹰）。同日，第五战队旗舰被改为衣笠。此后大约两年间，衣笠都是第五战队旗舰。
1928年3月10日，田村因病辞去衣笠舰长一职，金刚级战列巡洋舰4号舰雾岛舰长岩村兼言海军大佐改任衣笠舰长。同年衣笠上安装了水上飞机弹射器，这也是该款弹射器首次在日本海军上使用。12月4日，第五战队（衣笠、青叶、加古、古鹰）参加了御大礼特别观舰式。12月10日，岩村调任伊勢号战列舰舰长，原鳳翔號航空母艦舰长北川清海军大佐改任衣笠舰长。
1929年7月11日，在演习中衣笠与一艘上浮的潜艇发生冲撞，舰艏处舰底受损。11月1日，北川转任航空母舰赤城舰长，衣笠的后任舰长为大田垣富三郎海军大佐（时任长良级轻巡由良号舰长）。
1930年12月1日，衣笠转为后备舰。同日大田垣递补为妙高级3号舰足柄的舰长，并卸任衣笠舰长一职。大湊防卫队司令染河啓三海军大佐任衣笠新任舰长。
1931年3月1日，舞鹤防卫队司令涉谷庄司海军大佐被任命为衣笠舰长。同年11月14日，涉谷将衣笠舰长一职转交给潜水母舰讯鲸舰长大崎义雄海军大佐。
1932年9月6日，出云级装甲巡洋舰2号舰磐手炮术长泽正雄海军少佐（后来衣笠沉没时的舰长），得到命令兼任衣笠以及青叶的炮术长。11月1日，因为田中菊松海军少佐补任青叶炮术长，泽正雄不再兼任青叶炮术长。12月1日，原金刚级战巡2号舰比叡舰长丹下熏二被任命为衣笠舰长。同日衣笠被编入第五战队。
1933年5月20日，衣笠被编入第六战队。同战队有重巡3艘（青叶、衣笠、加古）。10月20日泽正雄转任长门级2号舰陆奥的炮术长。11月15日，丹下担任装甲巡洋舰春日的舰长（海军大学校教官兼务）。后任舰长为坂本伊久太海军大佐。
1934年11月15日，原球磨级3号舰北上的舰长武田盛治海军大佐出任衣笠舰长。
1935年11月15日，武田调任最上级2号舰三隈的舰长，衣笠舰长由新高级防护巡洋舰2号舰对马舰长畠山耕一郎海军大佐接任。同日衣笠转属第七战队。
1936年8月14日凌晨4点，青叶和衣笠在夜间航行中发生冲撞事故：在当日的夜间练习结束后，第七战队青叶、衣笠、古鹰组成单纵阵（军舰以单排纵列的阵形）航行，在得到减速命令后舰列各舰应该降速至6节，但衣笠方面没看到青叶发出的信号，依旧保持9节航速直线前进，因此追撞上了青叶的舰艉。两舰都没有受到太严重的损伤，衣笠只是进行了应急维修。10月29日，第七战队包括衣笠在内都参加了在神户湾举行的观舰式。12月1日，衣笠转入预备舰。
1937年4月1日，大湊要港部参谋长松永次郎海军大佐被任命为衣笠舰长。8月15日衣笠被指定为警戒舰；9月1日又定为预备舰，同月衣笠开始进行现代化改造。12月1日，松永解任衣笠舰长，后任为轻巡北上的舰长松山光治海军大佐。
1938年6月3日，松山调任高雄级首舰高雄的舰长，姊妹舰青叶舰长广濑末人兼任衣笠舰长。6月15日，原球磨级首舰球磨舰长佐藤勉海军大佐叙任衣笠舰长一职，同日广濑不再兼任衣笠舰长。
1939年10月10日，佐藤兼任妙高级2号舰那智的舰长。11月15日，佐藤调任扶桑级首舰扶桑的舰长，衣笠后任舰长为原川内级2号舰神通舰长难波佑之海军大佐。
1940年1月10日，难波兼任室户级煤炭船野岛号特务舰长。2月5日，泽正雄（以前1932年时的衣笠炮术长）海军大佐补任野岛特务舰长，难波不再兼任。9月25日难波转任第13炮艇队司令，后任衣笠舰长为水路部总务课长清田孝彦海军大佐。衣笠的改装在是年10月结束。
1941年3月1日，衣笠被编入第一舰队下的第六战队。8月20日，清田转任那智舰长，原天龙级2号舰龙田舰长泽正雄接任衣笠舰长一职。正是在泽的任内，太平洋战争爆发。

### 太平洋战争初期
太平洋战争爆发后，衣笠隶属于日本南洋部队（指挥官为第四舰队司令长官井上成美，旗舰鹿岛号）下的第六战队（指挥官为五藤存知海军少将，第一小队青叶、加古，第二小队衣笠、古鹰），参加了關島、威克岛等一系列战役。
1942年5月上旬，日军为了从海路攻下新几内亚莫尔兹比港而发起了MO作战，第六战队也被编入到所谓“MO攻略部队”（进攻莫尔兹比港的登陆部队及掩护舰队）中，参加了本次作战。第六战队的四艘重巡与驱逐舰涟一同担任轻型航母祥凤的护卫，但祥凤依旧在美军舰载机的集中攻击下沉没。第六战队为了躲避美军的继续空袭而向北退避，离开了祥凤的沉没地点，后来只有涟回去，进行救援。其后，第六战队第2小队的衣笠、古鹰奉命与第1小队分离，编入MO机动部队（日军对参加MO作战的航母编队的称呼），与两艘翔鹤级航空母舰及护航舰艇会合。5月8日凌晨，衣笠、古鹰顺利与MO机动部队会合。当天晚些时候的战斗中，翔鹤受到美军舰载机重创撤退，衣笠、古鹰以及其他几艘舰艇一路进行护卫。
5月12日第2小队与第1小队会合。17日第六战队回到特鲁克的基地。6月上旬第2小队返回日本休整。同月上旬中途岛海战日军失利，因此作出了强化所罗门群岛防卫的方针。在日本休整完毕的第2小队重新回到南太平洋。

### 瓜达尔卡纳尔岛战役
1942年8月7日，盟军登陆瓜达尔卡纳尔岛（下简称瓜岛）以及附近的几个岛屿，瓜岛战役爆发。8月8日至9日间，五藤率领第六战队，加入到第八舰队司令三川军一临时紧急组建的夜战舰队中。这支舰队包括第六战队在内共有重巡5艘、轻巡2艘、驱逐舰1艘，在夜战中沉重打击了美军的水面舰艇部队，日军舰艇损伤轻微。此战的胜利振奋了日军自中途岛以后低迷的士气，但是第六战队在返航途中，遭到美军潜艇伏击，加古被鱼雷命中沉没，第六战队陷入了沉痛的气氛中。这也是古鹰级、青叶级共4艘重巡的首个损失。
8月19日，第六战队抵达聖伊莎貝爾島雷加达湾，设置临时的水上飞机基地，但20日美军航母编队出现后，第六战队随即撤走。次日，第六战队三艘重巡从拉包尔出发，与重巡鸟海、驱逐舰矶风会合，在任务中衣笠曾遭遇敌军。随后第六战队第1小队离开，衣笠随同鸟海、矶风转往肖特兰泊地；在那里矶风因为要参加对瓜岛炮击的行动而留下，鸟海、衣笠和驱逐舰夕凪则从泊地出发，向东航行，以加强对增援瓜岛的运输船团的护卫。
8月24日的海战主要是航母之间的战斗，衣笠作为舰队护卫，并没有与水面舰艇战斗。当晚，鸟海、青叶、古鹰、衣笠起飞多架水上飞机袭击瓜岛上的机场。
8月25日凌晨01:45，衣笠等护航舰艇目视到了输送船团（第二水雷战队）。白天运输船团受到了美军空袭，第二水雷战队司令田中頼三的座舰受到攻击，田中本人受伤，后将指挥部转移到1艘驱逐舰上，另有1艘驱逐舰和1艘运输船被击沉，运输船团被迫中止运送任务。
26日15:00，鸟海和衣笠与第1小队的青叶、古鹰，以及夕凪分离，回到了拉包尔。
日军外南洋部队指挥官三川认为，田中现在身处的驱逐舰缺乏指挥用的设备，无法再继续指挥运输部队。27日衣笠被编入外南洋部队的增援部队，从拉包尔出发驶向肖特兰。8月28日，田中将他的将旗从驱逐舰转移到衣笠上，衣笠遂成为增援部队（第二水雷战队）旗舰。
8月29日田中因为畏惧美军空袭，而搭乘衣笠退避到布干维尔岛西北海面，傍晚才返回肖特兰。此时田中对第八舰队以及第11航空舰队提议要将增援部队从肖特兰的基地转移走，中止使用海军舰艇进行运输作业，而是赞同陆军的提案，用大型登陆艇进行运送。田中的提案与第八舰队使用快速舰艇的方针发生冲突。外南洋部队方面遂决定将田中撤换，增援部队指挥权则转交至第三水雷战队司令桥本信太郎。衣笠则从支援部队中归还。
9月12日凌晨，外南洋部队为了给瓜岛上的日军部队进行炮击增援而从肖特兰大举出动，向瓜岛进发，第六战队3艘重巡都被编在主队里。但在半路上舰队收到了陆军作战失败、未能占领机场的消息，遂立即后退。
10月11日，第六战队（第1小队青叶、古鹰，第2小队衣笠）在第11驱逐队第2小队的吹雪、初雪的伴随下，前往瓜岛，准备炮轰岛上的盟军机场。但美军派出了重巡2艘、轻巡2艘、驱逐舰5艘在埃斯佩兰斯海角伏击了日军的炮击部队。日军炮击部队根据早前的侦察报告，轻率地断定“敌舰队不存在”，又将发现的美军舰队误认为是日军先行进发的输送部队，同时美军利用雷达先行发现了日军舰艇抢占了先机。开战后日军蒙受了沉重的打击，第六战队司令五藤战死，在夜战中青叶重创，古鹰、吹雪沉没，次日白天的空袭中又再损失两艘驱逐舰。衣笠和初雪也对美军进行了一定的伤害，获得击沉1艘驱逐舰，重创轻巡1艘、驱逐舰1艘的战果，自身则损失轻微。其后初雪前去救助古鹰的船员。在返回的路上，衣笠也受到了美军五架飞机的袭击，但没有被命中；在早上9时许回到肖特兰。受到重创的青叶返回日本修理，此时古鹰级、青叶级4艘重巡已经沉没两艘，只剩下衣笠还保持战斗力。
联合舰队参谋长宇垣纏海军少将事后在日记中写道，“（我）打听了一下当时的状况，（炮击部队）真的是相当缺乏警戒，就跟（走夜路）见到人就要认为是小偷那样，在夜间看到什么首先就要考虑那是敌人，然而（炮击部队）没有这么做。听说一、二号舰蒙受了集中攻击，基本上就只有衣笠一舰进行了战斗。”
10月13日深夜，第三战队司令栗田健男海军中将指挥着两艘战列舰以及第二水雷战队炮击了瓜岛机场，另有配属于川内、由良的水上飞机在进行弹着点观测和校正，原配属于衣笠及古鹰的水上飞机则负责投下照明弹。同日夜晚，外南洋部队指挥官三川率领第四水雷战队以及6艘高速运输船进行支援瓜岛的运输作战，两艘重巡（鸟海、衣笠）以及两艘驱逐舰也一同从肖特兰出发。此时衣笠才刚刚从埃斯佩兰斯海角海战中返回，就又投入到了对瓜岛的作战当中。14-15日夜间，两艘重巡（鸟海、衣笠）对瓜岛机场再次实施了炮击，记录发射了200毫米炮弹752发。但其实瓜岛上的美军早已经铺设好了第二条跑道，导致这两天日军对机场的炮击并没能彻底瘫痪机场，白天盟军飞机出动进行轰炸，击沉3艘运输船，大量物资被烧毁。
10月17日，日军再次给瓜岛上的部队进行东京快车运输，包括衣笠在内的外南洋部队主队（鸟海、衣笠，以及驱逐舰天雾、望月）为了给增援部队护航，而再次从肖特兰泊地出动。在萨沃岛附近，主队的两艘驱逐舰脱离，再次前去炮击瓜岛机场。本次作战除了神通被美军潜艇命中一枚鱼雷（未爆）之外，全队没有太大损失。
10月24-25日，日军对瓜岛机场发起了大规模进攻。外南洋部队的主队以及增援部队都在瓜岛近海活动进行支援。但这次陆地上的进攻再次失败，而25日的海上的战斗中，日军舰队遭受盟军飞机轮番轰炸，被迫撤离瓜岛前线。
26日美日航母爆发圣克鲁斯群岛战役，衣笠虽然在瓜岛附近但没有直接卷入到这场航母战斗之中。外南洋部队各队在26-28日陆续返回肖特兰泊地。
11月1日，外南洋增援部队重新进行了整编，第三水雷战队司令桥本将指挥部从轻巡川内转移到衣笠，新编组的第一攻击队为衣笠、川内、天雾、初雪。同日深夜，第一攻击队伴随第四水雷战队司令指挥的甲增援队、以及第19驱逐队司令指挥的乙增援队，再次从肖特兰出发，11月2日深夜为瓜岛进行运输，但因为天气恶劣，部分物资未能成功送上岸。日军舰艇没有太大损失，不过衣笠派出的水上飞机在侦查时与盟军3架轰炸机交战后，失去联络。
11月4日傍晚，桥本为了准备下一次运输作战，而将司令部从衣笠转移到驱逐舰浦波。这次运输很顺利，各舰在6日凌晨回到肖特兰。增援部队的指挥权也从桥本转交给第二水雷战队司令田中手上。
11月10日，第六战队解散。现在古鹰、青叶两级4艘重巡中，唯一还有战斗力的衣笠成为了第八舰队直属。在此前后，联合舰队司令长官山本五十六下令利用重巡炮击瓜岛机场，外南洋部队于是将这个任务交给了新配属的第七战队（下辖重巡铃谷、摩耶）。第七战队在进驻肖特兰后，换装了对地攻击用的特殊弹药零式弹，并且展开了相关的训练，准备突袭瓜岛。
11月12日深夜，日军为了炮击瓜岛而组成的“挺身攻击队”遭到美军水面舰艇拦截，在夜间战斗以及次日白天的空袭中，日军损失3艘舰艇（战列舰比叡，驱逐舰晓、夕立），机场炮击作战被迫中止。
11月13日，在天亮之前还在准备第二次炮击的日军遭到了美军大型轰炸机的空袭，还在准备中的驱逐舰满潮被重创。因此主队所属的驱逐舰朝潮被派去在炮击机场时护卫支援队。凌晨03:00至04:30，外南洋部队主队（重巡鸟海、衣笠，轻巡五十铃）与外南洋部队支援队从肖特兰泊地出发。当天23:30第七战队炮击了瓜岛机场，共计发射200毫米炮弹989发，摧毁了10来架飞机，但并没有让机场损失作战能力。
11月14日早上05:50，支援队在结束了对机场的炮击后与主队会合。会合后的阵型为，4艘驱逐舰在舰队前方拍成一横列，巡洋舰则以鸟海、衣笠、五十铃为左列，铃谷、摩耶、天龙为右列，排成两列纵队。但在脱离途中，受到新喬治亞群島附近的美军航母企业号的舰载机，以及瓜岛的SBD俯冲轰炸机、TBF鱼雷轰炸机的轮番攻击。
最初的攻击来自于瓜岛，由7架F4F戰鬥機、7架SBD、6架TBF组成，根据记录，命中衣笠右舷3枚鱼雷、左舷1枚鱼雷。随后两架SBD发现了已经向右倾斜、燃油不断泄漏的衣笠，发动了俯冲轰炸，美方记录衣笠前甲板右舷、以及舰舯遭受500磅炸弹命中。而日方记录中，衣笠在最初的攻击中舰桥前部（右舷1号高射炮附近）被直接命中，然后又受近失弹命中，前部挥发油库起火、发电机舱进水。当时在舰桥的舰长及其他干部在最初的攻击中就全部战死；舰长泽正雄当时正从舰桥舷窗伸出头去，在攻击中头部被吹飞。水雷长田中弘国海军大尉继任指挥。衣笠通过注水恢复了平衡，也扑灭了火灾，但在第二次空袭中被鱼雷命中，引擎和舵机故障，无法继续航行。
接着又有两架SBD到达。根据美方记录，其时日军舰队阵型已经凌乱不堪。衣笠已经起火，周围有两艘驱逐舰；主力部队在向西北航行，1艘轻巡、1艘驱逐舰在衣笠以西15公里，另有1艘重巡、1艘驱逐在衣笠西南20公里向西航行。这两架飞机对鸟海、摩耶进行了轰炸。09:22衣笠沉没09°15′S 157°45′E / 9.250°S 157.750°E，另有记录09°06′S 157°14′E / 9.100°S 157.233°E，美军记录则是08°45′S 157°00′E / 8.750°S 157.000°E。舰长泽正雄海军大佐、副舰长宫崎房雄海军中佐以下511人战死，有50余人被驱逐舰夕云、卷云救助起来。
衣笠沉没后外南洋部队继续受到空袭。企业号的16架SBD赶到，飞机指挥官怀疑附近有日军航母而进行搜索，但没有发现，于是全体向附近的外南洋部队发起攻击。
就在外南洋部队遭受沉重打击的同时，由第二水雷战队护送的运输船团在去往瓜岛途中遭到空袭，运输船全灭、运输的物资基本上都被美军付诸一炬；而为了向瓜岛机场炮击而派出的炮击部队也在和美军水面舰艇和飞行部队的双重打击下，损失惨重，战列舰比叡、雾岛以及一批舰艇先后沉没。瓜岛海战以日军的惨败而告终。
12月15日，衣笠等在瓜岛海战中沉没的舰艇被通报除籍。衣笠被从日本海军舰艇、青叶级舰艇中除名。
随着衣笠的沉没，从立项开始就密切相关的古鹰、青叶两级4艘重巡就只剩下最后一艘青叶。而即使是残存的青叶也在奔波之中屡遭美军轰炸，在吴港中被重创，以倾斜坐底的姿势，迎来了战争的终结。

## 历任舰长

### 舾装长
1. 田村重彦 海军大佐：1927年2月1日[14] - 1927年9月30日[16]

### 艦長
1. 田村重彦 海军大佐：1927年9月30日[16] - 1928年3月10日[24]（1928年6月4日死去）
2. 岩村兼言 海军大佐：1928年3月10日[24] - 12月10日[27]
3. 北川清 海军大佐：1928年12月10日[27] - 1929年11月1日[29]
4. 大田垣富三郎 海军大佐：1929年11月1日[29] - 1930年12月1日[30]
5. 染河啓三 海军大佐：1930年12月1日[30] - 1931年3月1日[31]
6. 渋谷荘司 海军大佐：1931年3月1日[31] - 1931年11月14日[32]
7. 大崎義雄 海军大佐：1931年11月14日[32] - 1932年12月1日[35]
8. 丹下薫二 海军大佐：1932年12月1日[35] - 1933年11月15日[37]
9. 坂本伊久太 海军大佐：1933年11月15日[37] - 1934年11月15日[38]
10. 武田盛治 海军大佐：1934年11月15日[38] - 1935年11月15日[39]
11. 畠山耕一郎 海军大佐：1935年11月15日[39] - 1937年4月1日[43]
12. 松永次郎 海军大佐：1937年4月1日[43] - 12月1日[44]
13. 松山光治 海军大佐：1937年12月1日[45] - 1938年6月3日[46]
14. （兼）广濑末人 海军大佐：1938年6月3日[46] - 6月15日[47]
15. 佐藤勉 海军大佐：1938年6月15日[47] - 1939年11月15日[49]
16. 难波祐之 海军大佐：1939年11月15日[50] - 1940年9月25日[53]
17. 清田孝彦 海军大佐：1940年9月25日[53] - 1941年8月20日[54]
18. 泽正雄 海军大佐：1941年8月20日[54] - 1942年11月13日战死，追晋海军少将[111]

没有注释的条目，参看『艦長たちの軍艦史』90-93頁、『日本海軍史』第9巻・第10巻「将官履歴」。

## 同级舰艇
- 青叶号重巡洋舰